# プログレスM-27M
プログレスM-27M（ロシア語: Прогресс М-27М）はロシア連邦宇宙局が2015年に国際宇宙ステーション(ISS)の補給のために打ち上げたプログレス補給船。NASAやJAXAではプログレス59や59Pと呼ばれる。
プログレスM-27Mは2015年4月28日に打ち上げられ、6時間ランデブー方式でISSにドッキングする予定であった。打ち上げ後、低軌道へは投入されたが、上段燃焼の終わりごろのプログレス分離間近で誤作動が発生し、デブリフィールドを発生させ、正常な回転状態からはずれ、完全な制御が不能になった。宇宙船は全損失と判定された。
2015年5月8日2時20分（UTC）、宇宙機は太平洋中部での大気圏再突入によって破壊されたと見られる。
プログレスM-27Mはプログレス-M改良型（11F615A60）の27機目であり、シリアル番号は426番だった。ソユーズ2.1aロケット改良型がISSミッションで利用される2回目の打ち上げであった。

## 運用
M-27Mは2015年4月28日7時9分（GMT）にロシアが租借するカザフスタンのバイコヌール宇宙基地から打ち上げられた。

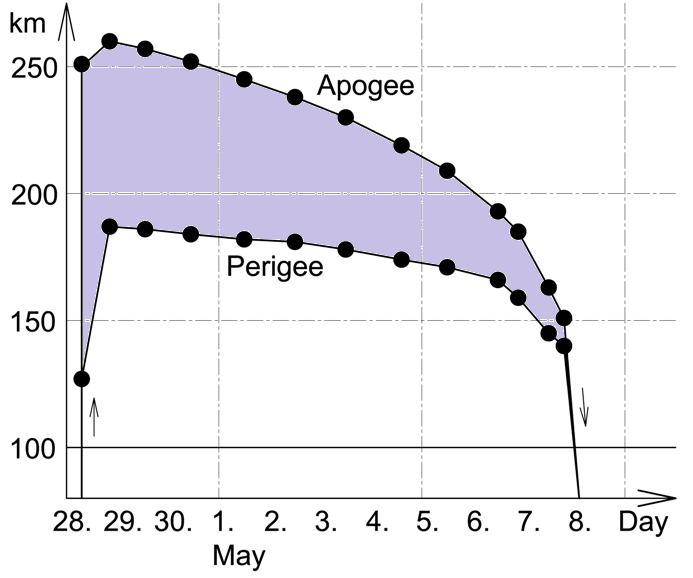
自由落下の高度データ

低軌道到達後、プログレスのロケットからの分離前、プログレスとの通信が切断された。地上局は簡単なテレメトリだけしか受け取れず、まもなくプログレスの分離や太陽パネルの展開が確認されたが、クルスドッキングシステムのアンテナ展開は確認できなかった。当初、管制は6時間ランデブー方式から2日間ランデブー方式に戻すことに挑戦したが、次の3周回以内にプログレスとの通信が出来なかったためにこの計画も放棄された。
4周回目、ドッキングに使われる搭載カメラによって撮影された映像が公開され、宇宙機が乱雑に回転していることが分かった。プログレスとの通信を確立するための更なる努力が行われたが、成功しなかった。4月28日にはプログレスを制御可能にするためにさらに2回の通信折衝が試みられたが、成功しなかった。
4月29日、ロスコスモスは公式にプログレスが制御不可能であり、複数のシステムが故障に陥りメインエンジンの燃料ラインも減圧しており、最終的に軌道崩壊によって大気圏に再突入すると発表した。プログレスは5月7日から11日の間で大気圏に突入すると予測された。同日、アメリカの北アメリカ航空宇宙防衛司令部（NORAD）は宇宙追跡システムで「補給船およびロケット本体上段付近」の44個のデブリを追跡していることを報告した。多くのロシア報道は異常の潜在的原因として上段ロケットのエンジン停止か上段からのプログレスの分離イベントに関係したものではないかと指摘した。アメリカ空軍の代表者はこの範囲のデブリが爆発を示していると主張した。
"（デブリの高度の）値とプログレスが予定軌道より30kmから40km上方で発見された事実から、我々は自信を持ってロケット3段目からの分離時に何らかの爆発があったといえる"
プログレスは5月8日2時20分（UTC）に南アメリカのチリ西方350kmから1300kmの沖合いで制御不能状態で破壊的に大気圏に再突入した。
6月1日、ロスコスモスは故障原因の調査結果を発表し、この中でソユーズ-2.1aとプログレスの結合時の相互関係によって引き起こされた「設計特性」によるものとした。
ミッション喪失による費用は25億9000万ルーブル（5700万US$）ほどと見積もられている。

## 搭載貨物
宇宙機は第43次長期滞在の搭乗員向けに494kgの燃料、50kgの酸素、420kgの水、1393kgの予備部品、補給品、実験ハードウェアなど、合計2357kgの貨物を搭載していた。